# Große Burghöhle
Die Große Burghöhle ist eine Spaltenhöhle im Stadtteil Brockhausen von Hemer.

## Beschreibung
Die Höhle liegt im Felsmassiv Klusenstein unterhalb der Burg Klusenstein auf einer Höhe von 16 Meter über der Talsohle und verläuft waagerecht. Sie befindet sich im Besitz der Rheinisch-Westfälischen Kalkwerke, die im Hönnetal Steinbrüche betreiben.
Mehrere Ein- und Ausgänge, die nur kletternd zu erreichen sind, führen in einen Raum, von dem aus wiederum mehrere tote Abzweigungen in verschiedene Richtungen führen. Vermutlich gibt es eine Verbindung zur Kleinen Burghöhle. Die Große Burghöhle hat eine Länge von 19 Meter.
Ein Höhleneingang, der sich oberhalb der Bahnschienen der Hönnetalbahn befindet, ist ein Felsspalt von 7 Meter Höhe und 1,50 Meter Breite. Die Höhle hat ausgewaschene und ausgekolkte Kamine. Einer der Kamine endet in einem Kellerraum der Burg. Der Durchstieg in den Kellerraum ist seinerzeit zugemauert worden.
Die Große Burghöhle ist auch Kulturhöhle und Fundstätte unter anderem einer Bronzeplastik (Wasservogel) aus der älteren Eisenzeit.